# A ló háziasítása

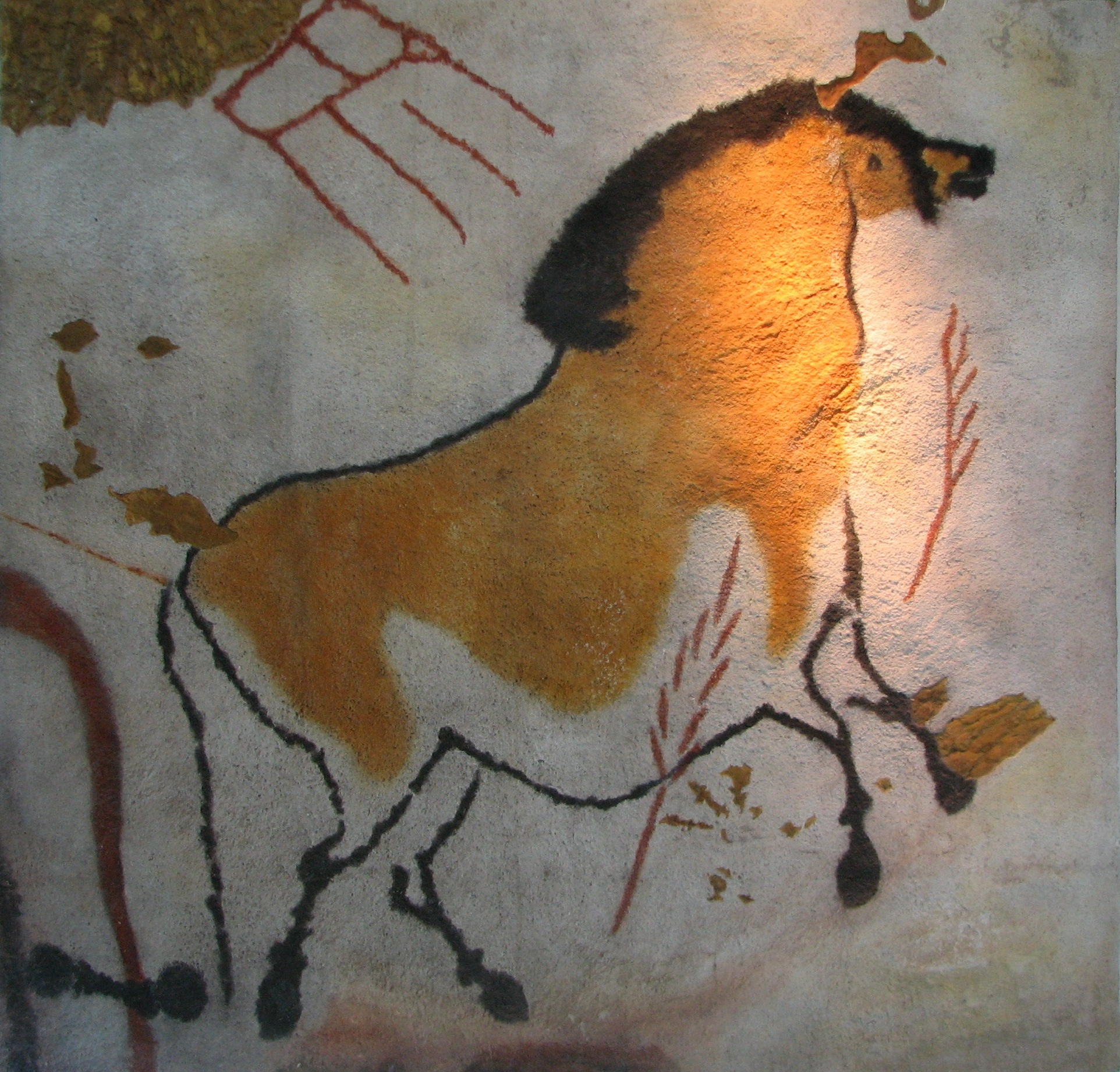
Vadló ábrázolása a Lascaux-i barlang falán

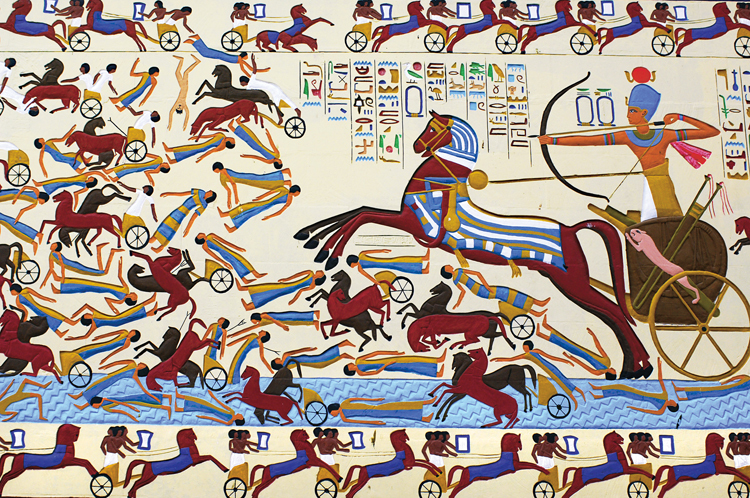
II. Ramszesz a kádesi csatában

A ló háziasítása hosszú folyamat volt, amelynek során a vadlóból kialakították a házi lovat.

## A legkorábbi ismert lótartó népek
A ló háziasítása a legújabb régészeti kutatások szerint az i. e. 4. évezred folyamán zajlott le Közép-Ázsia és Kelet-Európa területén. Észak-Kazahsztán területén a botaji kultúrában találták meg a vadló tömeges tartásának és hátasállatként való használatának eddigi legkorábbi nyomait az i. e. 3500 körül időből. A folyamat a mai Dél-Oroszország illetve Mezopotámia területén folytatódott. A nomád lótartók hamarosan rájöttek, hogy lovon szállíthatják felszerelésüket, ezért elkezdték málhahordóként használni őket. Nyugat- és Közép-Európában körülbelül 700 óta, a vaskortól használják a lovat hátas állatként, szállításra, vadászatokhoz, a háborúkban, csatározásokban harci szekerek húzójaként. Az első kifejezetten harci szekerek a mezopotámiai sumer államokban jelentek meg legkésőbb az i. e. 3. évezred elején.
Az i. e. 1800 utáni években a hurrik is harci szekereket használtak, a történetírók szerint ezek négyes fogatok voltak. A szelekciós nemesítés tudományát a kurrit néphez kötik, amely tudomány azután így került át a Közel-Keletre.
Egyiptomot az i. e. 1782 és 1570 közötti években egy kis-ázsiai harcias nép, a hükszoszok igázták le, akik Palesztinán és a Sínai-félszigeten keresztül érkeztek Egyiptomba. A hükszoszok harci kocsikkal és az addig Egyiptomban ismeretlen lovakkal érkeztek, fejlett bronzeszközöket és fegyvereket használtak. Az addig ismeretlen állatok meghonosodtak és hamarosan tenyészteni kezdték őket. Az egyiptomiak aztán a hükszoszoktól átvett majd tovább fejlesztett harcmodor bevetésével űzték ki a megszállókat és váltak az újbirodalom idején a történelem első nagy hódító birodalmává.